# Eugenia coyolensis
Espèce
Classification phylogénétique
Statut de conservation UICN

 CR  : 
En danger critique
Eugenia coyolensis est une espèce de plantes à fleurs du genre Eugenia de la famille des Myrtaceae. C'est un arbuste ou un arbre endémique du Honduras. Il pousse en milieu tropical humide.